# کاراته در المپیک تابستانی ۲۰۲۰ – کاتا مردان
مسابقات کاتا مردان در کاراته در بازی‌های المپیک تابستانی ۲۰۲۰ در ۶ اوت ۲۰۲۱ در نیپون بودوکان برگزار شد.

## قالب
شرکت‌کنندگان در دو گروه ۵ یا ۶ نفره تقسیم شدند و هر کدام به نوبت ۲ مرحله کاتا را در مرحله حذفی اجرا کردند. ۳ شرکت‌کننده برتر با میانگین امتیاز بهتر در هر گروه به مرحله رتبه‌بندی راه یافتند و در آنجا مرحله سوم کاتا را اجرا کردند. برنده گروه A در مسابقه مدال طلا با برنده گروه B روبرو شد. دو مدال برنز در مسابقات کاتا اهدا شد. نایب‌قهرمان گروه A در مسابقه مدال برنز با نفر سوم گروه B روبرو شد، در حالی که نایب‌قهرمان گروه B در یک مسابقه مدال برنز دیگر با نفر سوم گروه A روبرو خواهد شد.

## تقویم
همه زمان‌ها به وقت محلی است (UTC+9).
| تاریخ            | زمان                          | مرحله                                                                        |
| ---------------- | ----------------------------- | ---------------------------------------------------------------------------- |
| جمعه، ۶ اوت ۲۰۲۱ | ۱۰:۰۰ ۱۱:۳۳ ۱۹:۳۰ ۱۹:۵۰ ۲۰:۰۰ | مرحله حذفی مرحله رتبه‌بندی مسابقات مدال برنز مسابقه مدال طلا مراسم اهدای مدال |

## نتایج

### مراحل حذفی و رتبه‌بندی
گروه A
| ورزشکار               | ۱     | ۲     | میانگین | رتبه | ۳         | رتبه      | صلاحیت           |
| --------------------- | ----- | ----- | ------- | ---- | --------- | --------- | ---------------- |
| دامیان کینترو (ESP)   | ۲۷.۳۴ | ۲۷.۴۰ | ۲۷.۳۷   | ۱    | ۲۷.۲۸     | ۱         | مسابقه مدال طلا  |
| آریل تورس (USA)       | ۲۶.۴۰ | ۲۵.۹۸ | ۲۶.۱۹   | ۲    | ۲۶.۴۶     | ۲         | مسابقه مدال برنز |
| پارک هی-جون (KOR)     | ۲۵.۷۲ | ۲۵.۵۲ | ۲۵.۶۲   | ۳    | ۲۵.۹۸     | ۳         | مسابقه مدال برنز |
| ایلیا اسمارگونر (GER) | ۲۵.۰۲ | ۲۴.۱۰ | ۲۴.۵۶   | ۴    | راه نیافت | راه نیافت | راه نیافت        |
| محمد الموسوی (KUW)    | ۲۴.۳۲ | ۲۴.۲۴ | ۲۴.۲۸   | ۵    | راه نیافت | راه نیافت | راه نیافت        |

گروه B
| ورزشکار              | ۱     | ۲     | میانگین | رتبه | ۳         | رتبه      | صلاحیت           |
| -------------------- | ----- | ----- | ------- | ---- | --------- | --------- | ---------------- |
| ریو کیونا (JPN)      | ۲۸.۲۶ | ۲۸.۴۰ | ۲۸.۳۳   | ۱    | ۲۸.۷۲     | ۱         | مسابقه مدال طلا  |
| علی صوفو اوغلو (TUR) | ۲۷.۰۰ | ۲۷.۲۸ | ۲۷.۱۴   | ۲    | ۲۷.۳۲     | ۲         | مسابقه مدال برنز |
| آنتونیو دیاز (VEN)   | ۲۵.۷۴ | ۲۶.۴۰ | ۲۶.۰۷   | ۳    | ۲۶.۲۸     | ۳         | مسابقه مدال برنز |
| ماتیا بوساتو (ITA)   | ۲۵.۰۸ | ۲۵.۹۲ | ۲۵.۵۰   | ۴    | راه نیافت | راه نیافت | راه نیافت        |
| وانگ یی-تا (TPE)     | ۲۵.۰۰ | ۲۴.۹۴ | ۲۴.۹۷   | ۵    | راه نیافت | راه نیافت | راه نیافت        |
| وائل شوئب (EOR)      | ۲۳.۲۰ | ۲۳.۴۰ | ۲۳.۳۰   | ۶    | راه نیافت | راه نیافت | راه نیافت        |

### مسابقات مدال برنز
| ۶ اوت ۱۹:۳۰ | آریل تورس (USA) | ۲۶.۷۲–۲۶.۳۴ | آنتونیو دیاز (VEN) |  |

| ۶ اوت ۱۹:۴۰ | پارک هی-جون (KOR) | ۲۶.۱۴–۲۶.۳۴ | علی صوفو اوغلو (TUR) |  |

### مسابقه مدال طلا
| ۶ اوت ۱۹:۵۰ | دامیان کینترو (ESP) | ۲۷.۶۶–۲۸.۷۲ | ریو کیونا (JPN) |  |